# Bezdech
Bezdech (gr. απνοια, ang. apnea, łac. apnoe) – zanik przepływu powietrza przez drogi oddechowe (wentylacja płuc). Podczas bezdechu ustaje czynność mięśni oddechowych, a objętość płuc pozostaje niezmienna. Jednak wymiana gazowa ani oddychanie na poziomie tkankowym nie są zaburzone.
Znane są przypadki śmierci niemowląt wskutek bezdechu występującego w czasie snu, jednak przyczyny nie są do końca znane.
W celu diagnostyki dzieci i dorosłych zagrożonych bezdechem w czasie snu wykorzystuje się badanie polisomnograficzne (zobacz też polisomnografia) lub testery do badań przesiewowych na obturacyjny bezdech senny, którymi można zbadać się w domu.
Nieleczony bezdech może prowadzić do schorzeń ogólnoustrojowych. Badaniami potwierdzono, że zaburzenia oddychania podczas snu mogą nasilać objawy chorób, bądź być ich przyczyną. M.in.
- nadciśnienie tętnicze
- nadciśnienie płucne
- choroby niedokrwiennej serca
- zaburzenia rytmu serca
- niewydolności serca
- nietolerancji cukrzycy, glukozy i zespołu metabolicznego[1]